# Carl Fredrik Mörck
Carl Fredrik Mörck, född 1721, död 7 september 1764, var en svensk konduktör vid fortifikationen och konstnär.
Han var son till styrmannen Carl Mörck och Anna Christina Hall och gift med Anna Sophia Gros. Mörck var från omkring 1740 verksam vid fortifikationen och blev 1757 utnämnd till underkonduktör vid den finska brigaden. Vid sidan av sitt militära yrke var han verksam som porträttmålare med en specialitet på kungaporträtt. Han studerade konst för N Lafrensen. Mörck är representerad med 14 porträtt med svenska regenter från Gustav Vasa till Adolf Fredrik vid Nordiska museet, på Gripsholms slott finns en liten gouache med fyra ovalporträtt av pretendenterna till den svenska kronan från 1743, ett porträtt av Fredrik I återfinns i den Sinebrychoffska samlingen i Helsingfors och ett porträtt av Ulrika Eleonora vid Zorngården i Mora samt vid Nationalmuseum i Stockholm.